# Гуниб
Гуни́б (авар. Гъуниб) — село в Дагестане, административный центр Гунибского района. Образует сельское поселение село Гуниб как единственный населённый пункт в его составе. Расположено на крутом склоне Гунибского плато на высоте 1500 м, что перепад между верхними и нижними постройками составляет 700 м. Туристическая достопримечательность. Содержит гунибскую крепость, в которой в 1859 году закончилась Кавказская война.

## Географическое положение

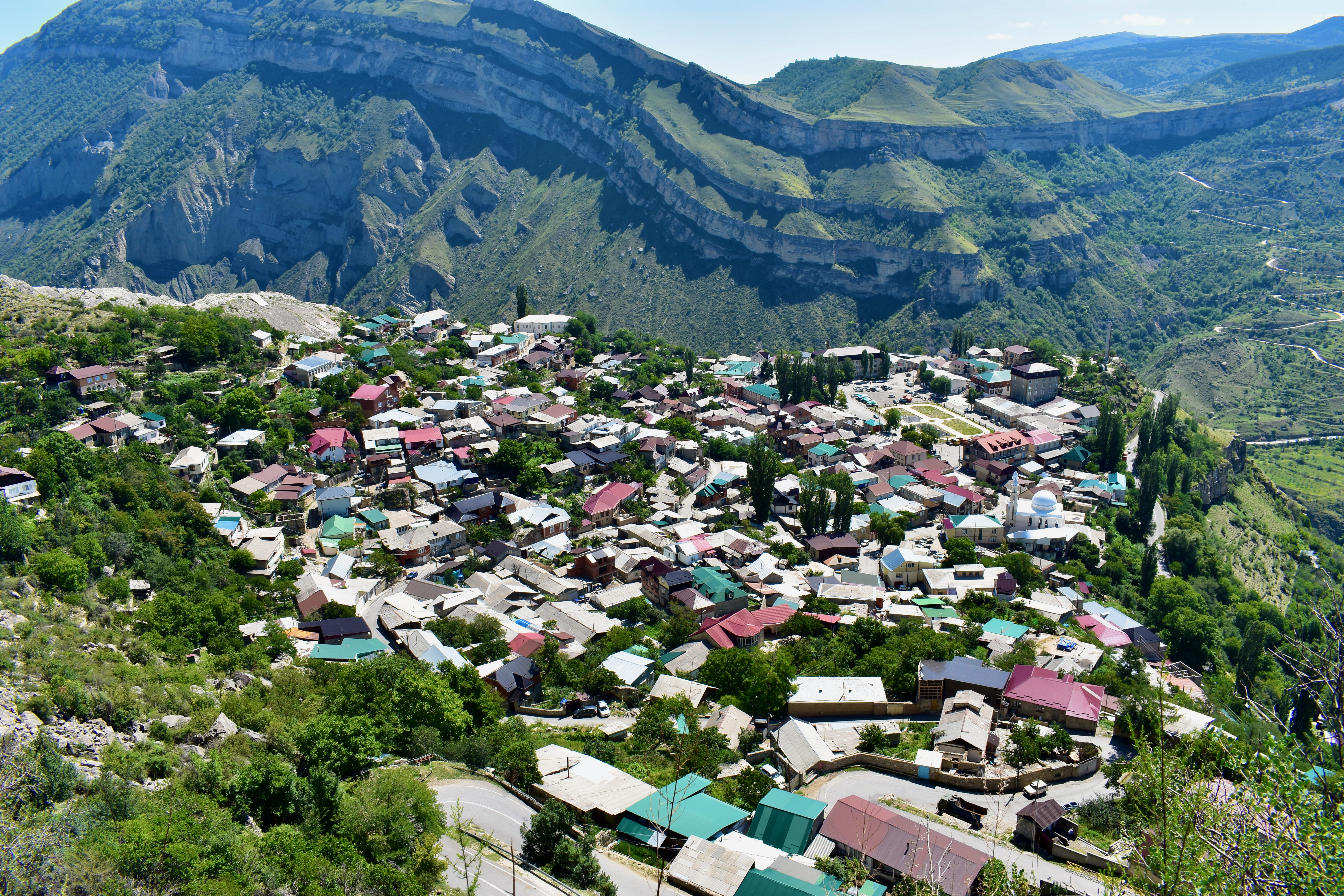
Вид на село с вершины склона, 2021 г.

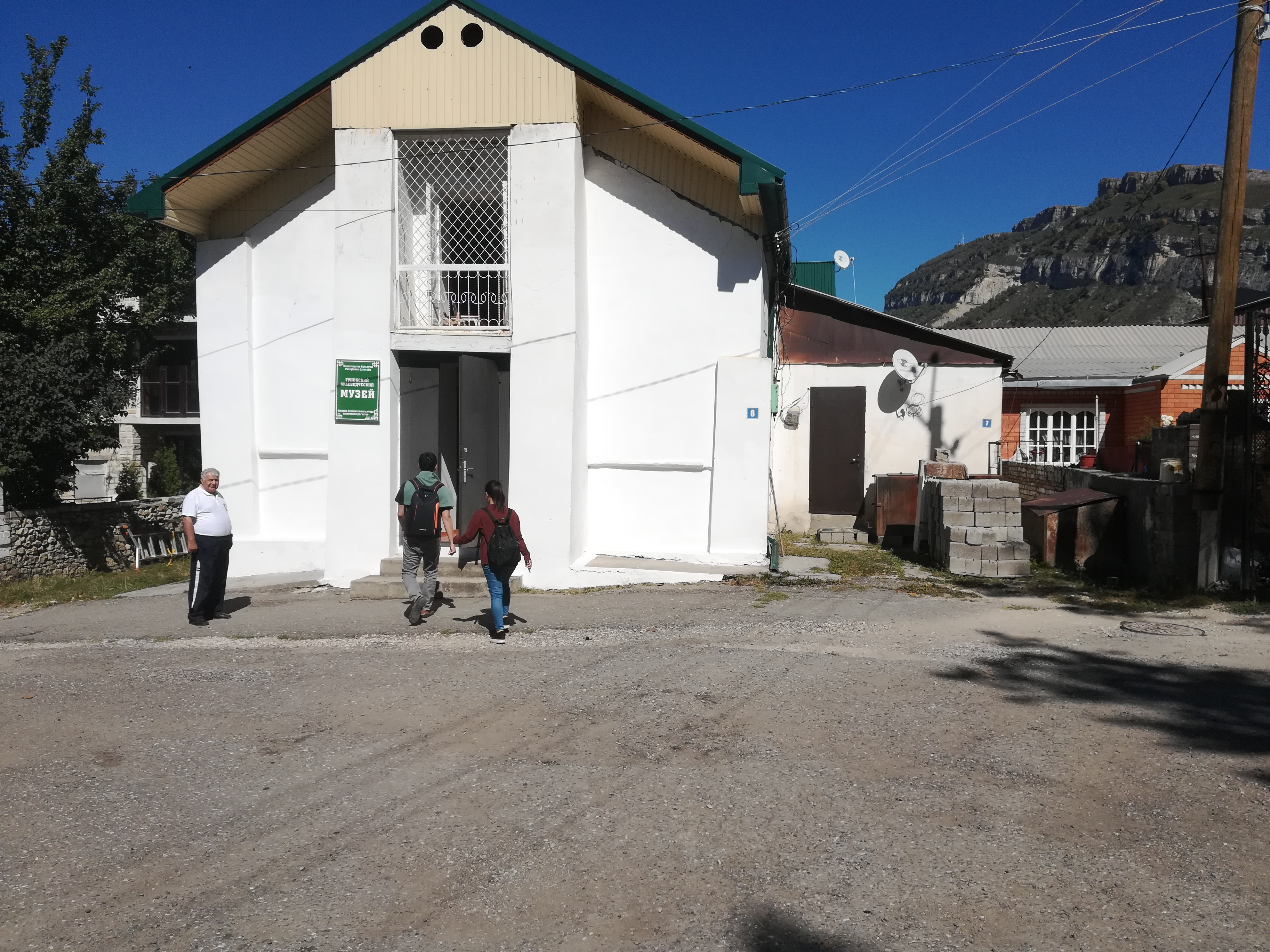
Здание краеведческого музея, 2018 г.

Гуниб находится в центральный части Нагорного Дагестана на Гунибском плато, в 172 км к юго-западу от Махачкалы, на левом берегу реки Каракойсу, на высоте около 1500–1600 м. Село расположено на крутом склоне, обращённом на юго-восток, что перепад между верхними и нижними постройками составляет 700 м. 
На юго-запад от Гуниба отходит автодорога 82К-025, которая соединяет его с селом Цуниб, а на северо-восток — автодорога 82К-005, которая связывает населённые пункты Махачкала — Буйнакск — Леваши — Гуниб. От междугородней дороги отходит одна дорога, ведущая в Гуниб, которая серпантином поднимается по склону и образует главную магистраль поселения (от подножия к вершине): ул. Дорожная — ул. Гунибская — ул. Николая Пирогова — Ворота Барятинского — ул. Нахибашева — площадь им. Имама Шамиля — ул. им. Имама Шамиля — Шамилевские ворота. 
Ближайшие населенные пункты: на северо-восток — село Хиндах, на восток — деревня Кегер, на юг — деревня Коммуна, на юго-запад — деревня Ругуджа, на северо-запад — село Корода.
Село условно делят на Нижний, Средний и Верхний Гуниб:
- на нижнем уровне расположены жилые дома, магазины и Гунибская центральная районная больница[8].
- на среднем уровне, который начинается выше ворот Барятинского,  расположена главная площадь поселения — площадь имама Шамиля, вокруг которой располагаются административные и торговые здания (здание местной администрации, библиотека, краеведческий музей, парк победы им. Рамсула Гамзатова, магазины, рестораны и гостиницы).
- на верхнем уровне расположены Гунибская крепость, гостевые дома и дома местных жителей.

Выше над селом располагается природный парк «Верхний Гуниб — особо охраняемая территории регионального значения. По утверждениям местных активистов на момент 2025 года территория природного парка незаконно застраивается капитальными сооружениями, в том числе пятиэтажными строениями. Также в селе расположены Горный ботанический сад ДФНЦ РАН, республиканский детский соматический санаторий, пансионат «Радде».

## История

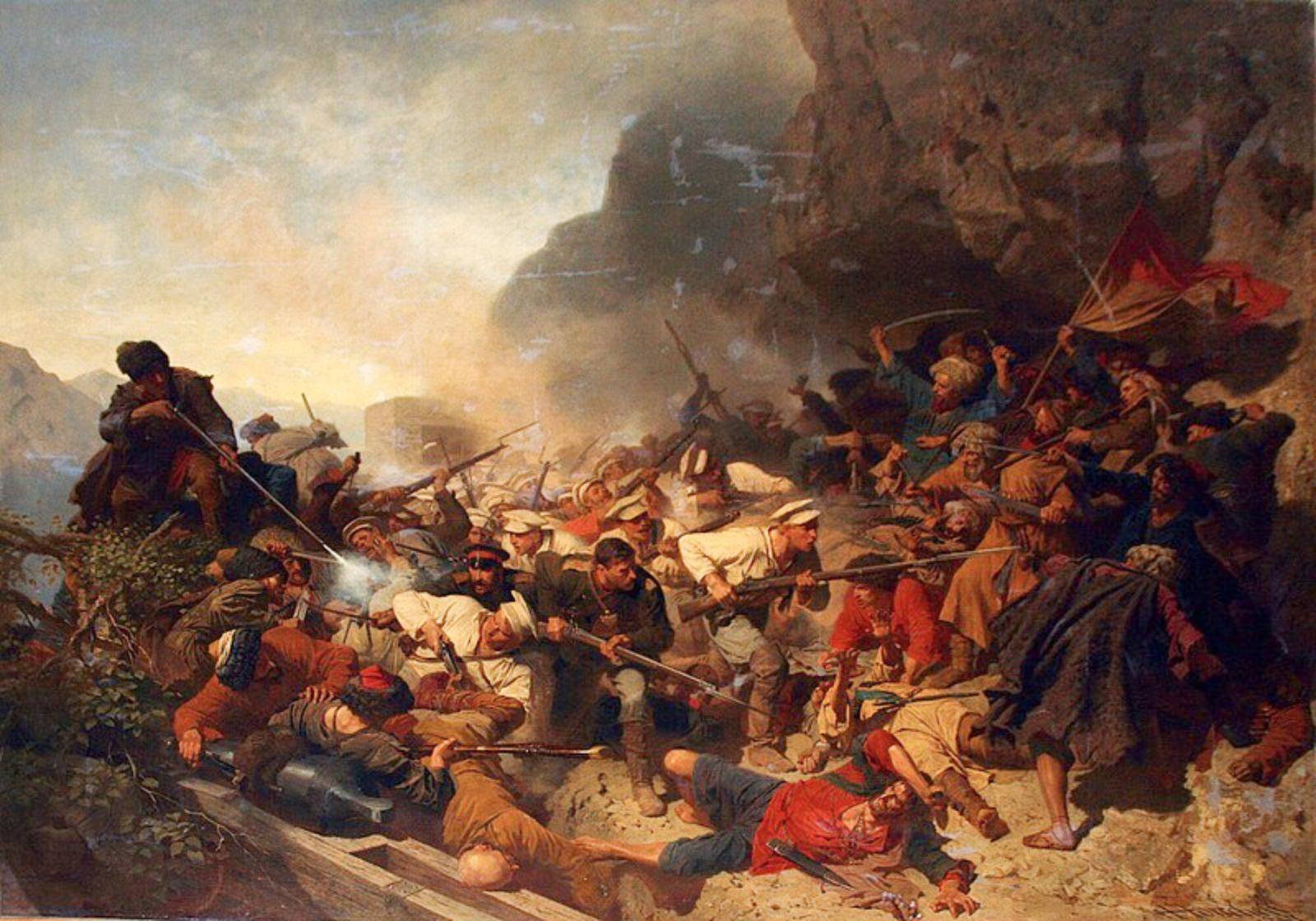
Картина Теодора Горшельта «Штурм укреплений Гуниба». 1867 год

Природная гунибская крепость являлась последним оплотом имама Шамиля, была взята русскими войсками 25 августа 1859 года.
Село возникло в 1862 году в связи со строительством русского военного укрепления. Укрепление получило название по бывшему аулу Гуниб (с аварского Гуни-меэр — куча камней), который располагался на вершине плато и был разрушен в 1859 году. Укрепление являлось центром Гунибского округа. в 1862 году в ауле начали строить двухэтажный дом на европейский манер для проживания великого князя Павла Романова, который пробыл там недолго. 
К 1895 году в укреплении располагались казармы Самурского полка и Терско-Дагестанской крепостной артиллерии, 29 дворов служащих, торговцев и отставных солдат, православная церковь, почтовая станция.
В сентябре 1871 Гуниб посетил император Александр II. При посещении крепости император поинтересовался, имеют ли нижние и верхние ворота названия, и когда узнал, что они безымянные, приказал назвать их верхние ворота именовать Шамилёвскими, а нижние — князя Барятинского. Ворота сохранились до современности и являются достопримечательностями поселения.
Административный центр одноименного района с 1928 по 1937 год, и с 1963 года.
В 1986 году в Гунибе был открыт памятник «Белые журавли».

## Население
По оценке 1897 года в укреплении проживало 685 человек из которых: русские — 35,9 %, аварцы — 12,3 %, евреи — 4,3 %, кумыки — 2,3 %, татары — 1,3 %.
По переписи 2010 года в селе проживал 2271 человек. Моноэтническое (99,1 %) аварское село.
| 1869  | 1888  | 1926  | 1939  | 1959  | 1970  | 1979  |
| ----- | ----- | ----- | ----- | ----- | ----- | ----- |
| 60    | ↗326  | ↗387  | ↗833  | ↗1669 | ↗1908 | ↗1980 |
| 1989  | 2002  | 2010  | 2012  | 2013  | 2014  | 2015  |
| ↗2405 | ↗2406 | ↘2271 | ↗2327 | ↗2378 | ↗2406 | ↗2499 |
| 2016  | 2017  | 2018  | 2019  | 2020  | 2021  | 2023  |
| ↗2544 | ↗2580 | ↗2583 | ↗2625 | ↗2692 | ↘2629 | ↗2648 |
| 2024  | 2025  |       |       |       |       |       |
| ↗2655 | ↘2641 |       |       |       |       |       |

Известные уроженцы и жители

## Галерея

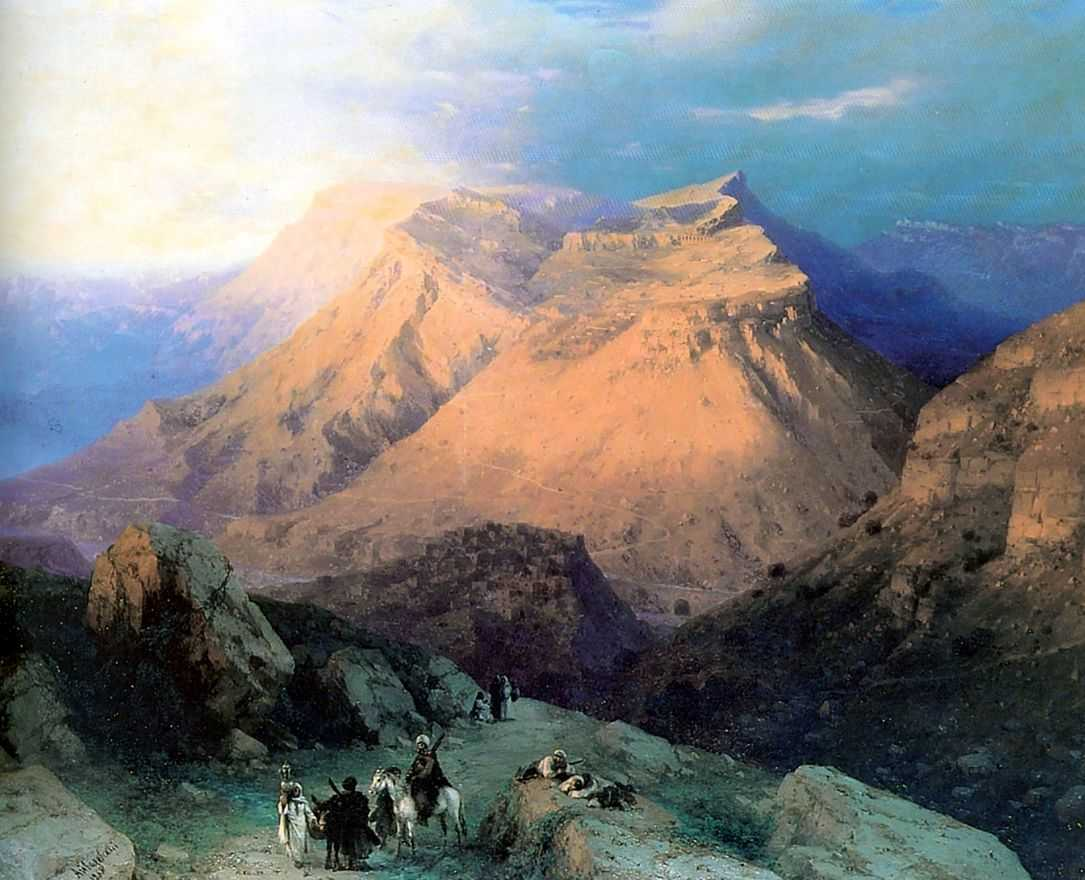
Картина И. К. Айвазовского «Аул Гуниб в Дагестане», 1869 г.
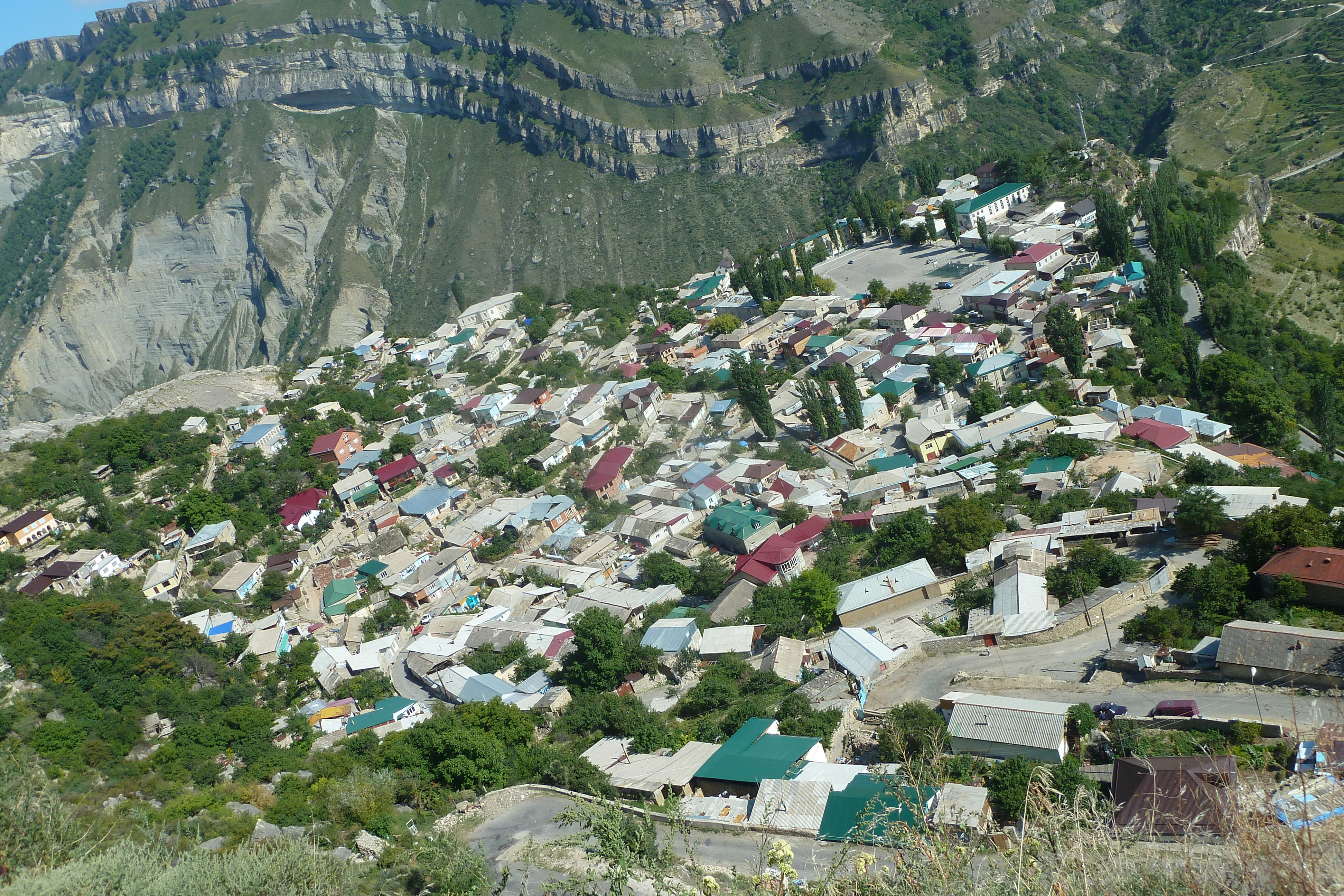
Гуниб
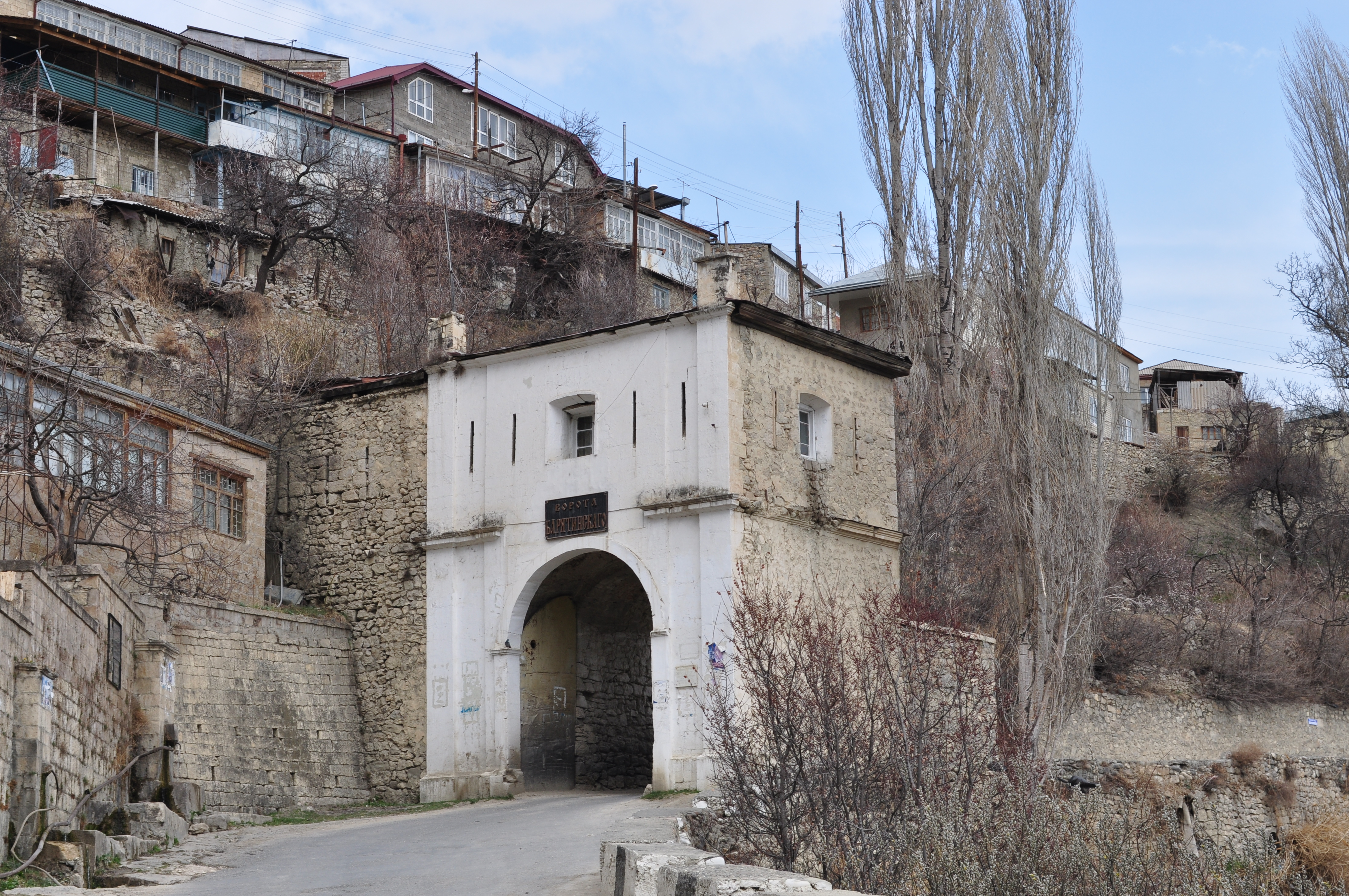
Барятинские ворота (быв. ворота имени Фрунзе)
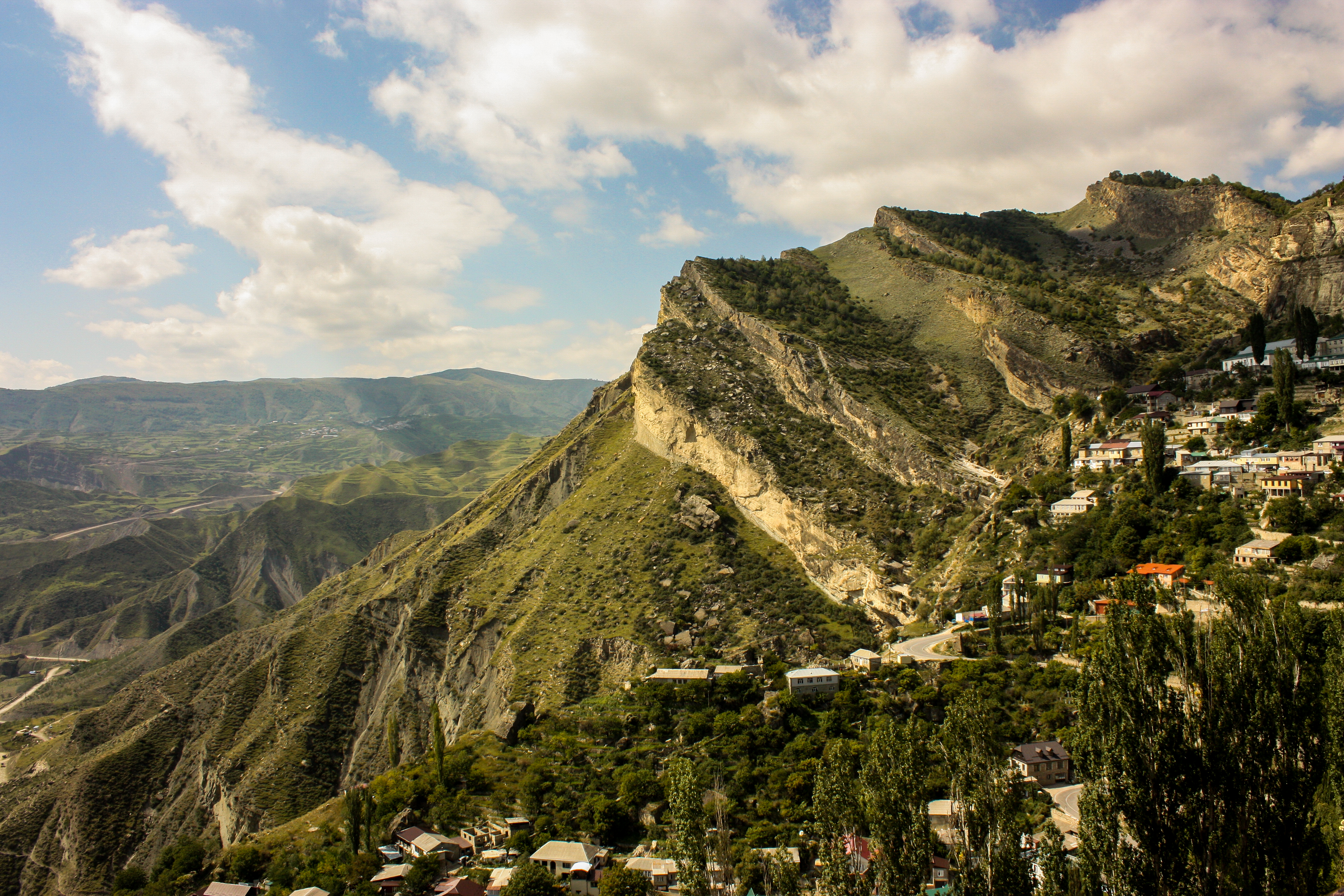
Вид на окрестности Гуниба
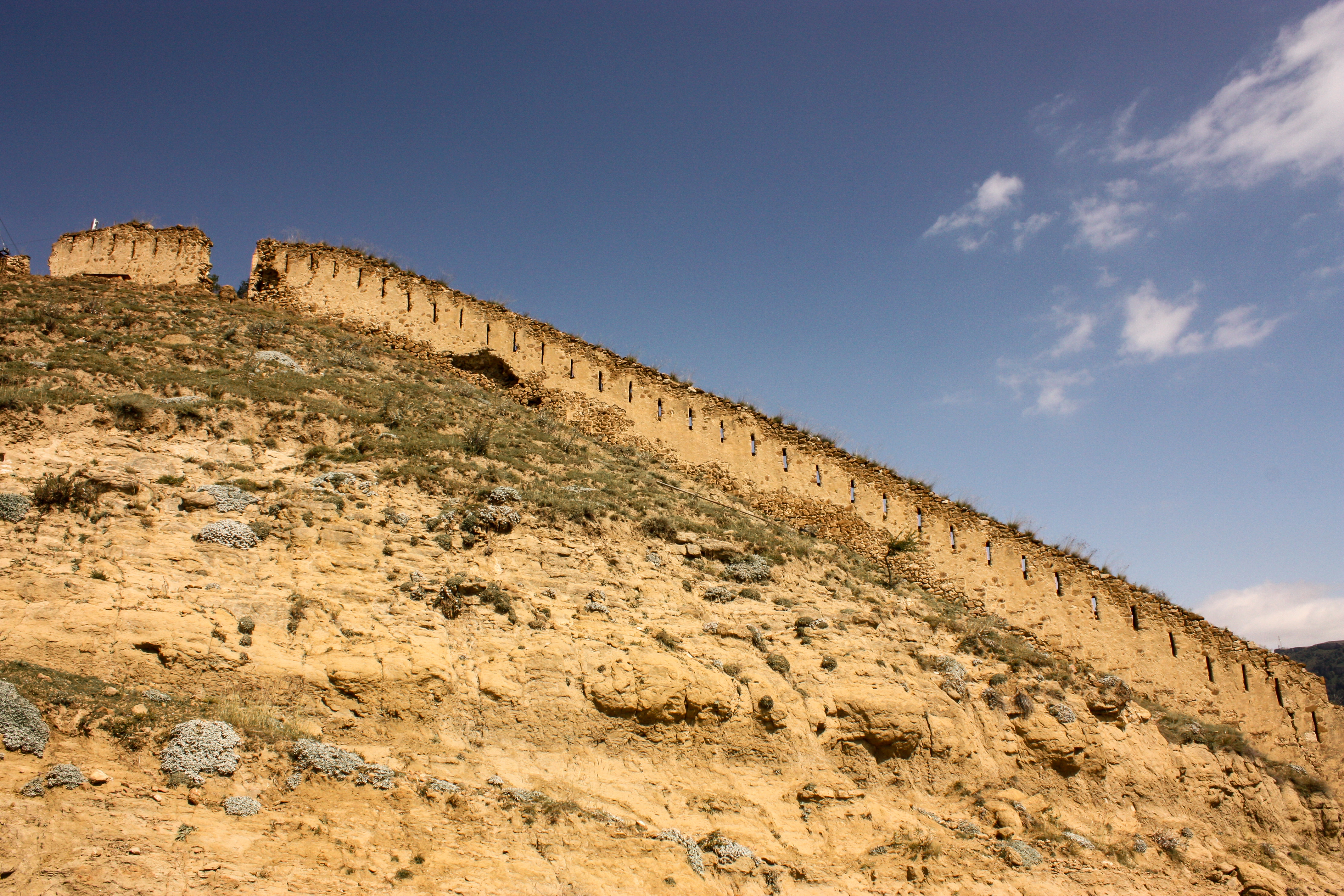
Фрагмент крепостной стены в Гунибе
Памятник Белые Журавли
Село Гуниб в 1900-е годы
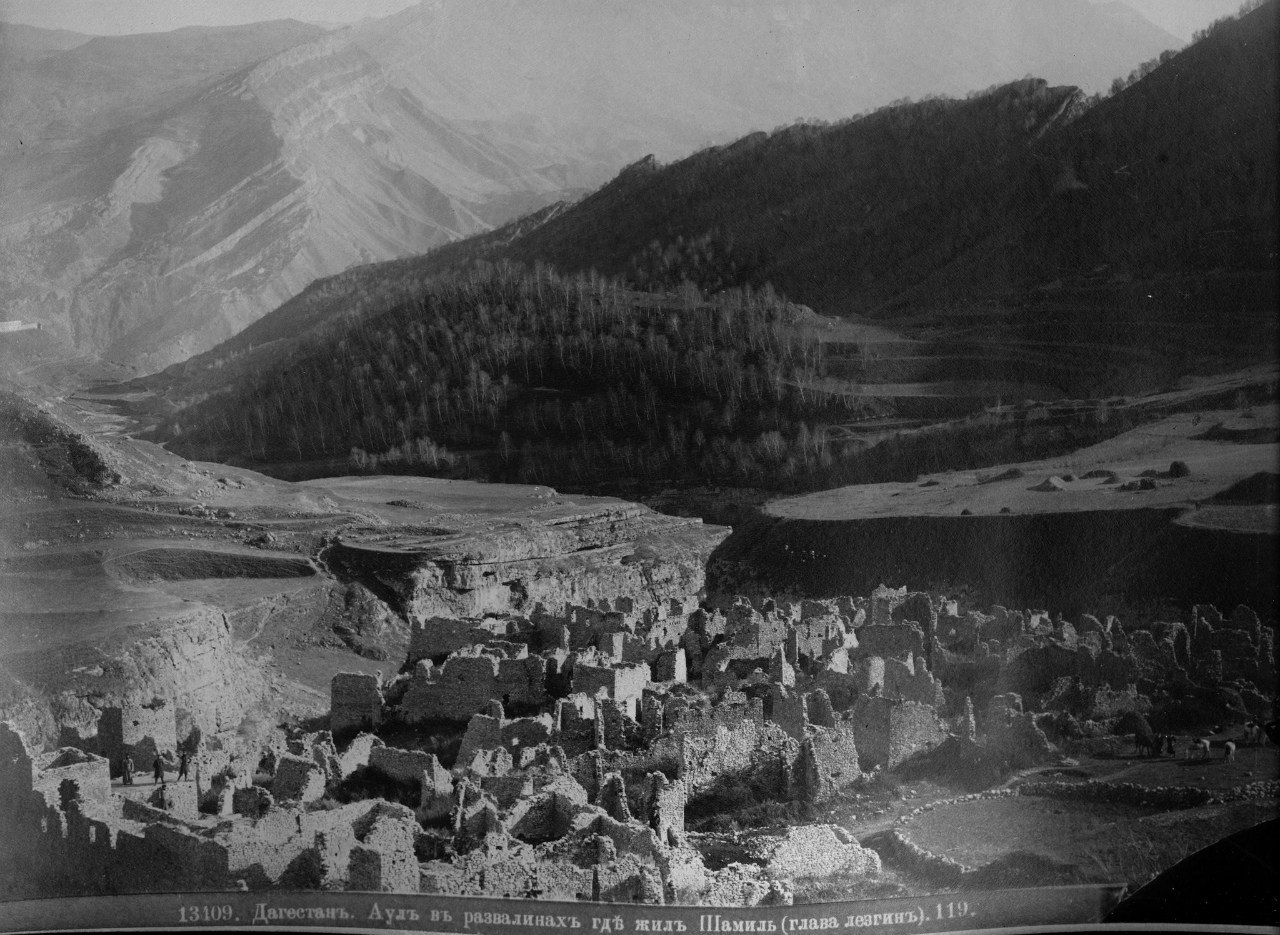
Гуниб в развалинах. Фотография XIX века